# Periodiska randvillkor

Periodiska randvillkor i 2D.

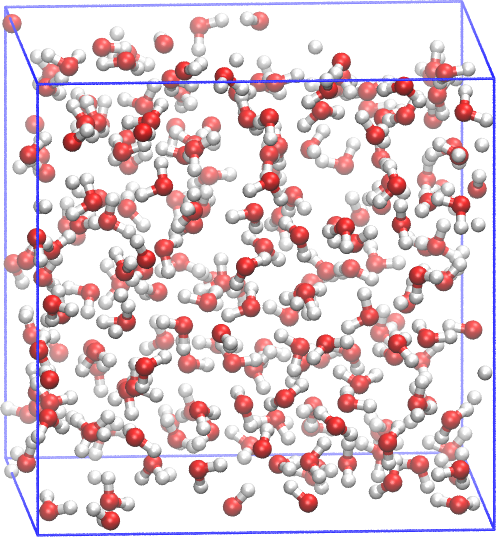
Enhetscell med vattenmolekyler, som används för att simulera flytande vatten.

Periodiska randvillkor (PRV) är en uppsättning randvillkor som ofta används för att approximera ett stort (oändligt) system genom att utgå från en liten del som kallas en enhetscell. PRV används ofta i datorsimuleringar och matematiska modeller. Topologin för tvådimensionella PRV är lika med den för en världskarta i vissa videospel; när ett föremål passerar genom ena sidan av enhetscellen dyker det upp igen på den motsatta sidan med samma hastighet, och enhetscellens geometri är sådan att oändligt många enhetsceller kan placeras sida vid sida så att de täcker hela det Euklidiska planet utan att överlappa. I topologiska termer kan rummet som skapas av tvådimensionella PRV ses som avbildat på en torus ( kompaktifiering ). De stora system som approximeras av PRV består av ett oändligt antal enhetsceller. I datorsimuleringar är en av dessa den ursprungliga simuleringscellen, och alla andra är kopior (periodiska avbildningar) av denna. Under simuleringen behöver endast egenskaperna för den ursprungliga simuleringscellen bokföras och propageras. En vanlig form av partikelbokföring vid användning av PRV kallas på engelska minimum-image convention, där varje enskild partikel i simuleringen enbart interagerar med den närmaste kopian av varje övrig partikel i systemet.
Ett exempel på periodiska randvillkor för glatta reella funktioner {\displaystyle \phi :\mathbb {R} ^{n}\to \mathbb {R} } är
{\displaystyle {\frac {\partial ^{m}}{\partial x_{1}^{m}}}\phi (a_{1},x_{2},...,x_{n})={\frac {\partial ^{m}}{\partial x_{1}^{m}}}\phi (b_{1},x_{2},...,x_{n}),}
{\displaystyle {\frac {\partial ^{m}}{\partial x_{2}^{m}}}\phi (x_{1},a_{2},...,x_{n})={\frac {\partial ^{m}}{\partial x_{2}^{m}}}\phi (x_{1},b_{2},...,x_{n}),}
{\displaystyle ...,}
{\displaystyle {\frac {\partial ^{m}}{\partial x_{n}^{m}}}\phi (x_{1},x_{2},...,a_{n})={\frac {\partial ^{m}}{\partial x_{n}^{m}}}\phi (x_{1},x_{2},...,b_{n})}
för alla m = 0, 1, 2, ... och för konstanter Misslyckades med att tolka formel. Se "Wikipedia:Matematiska uttryck" för information om hur formler skrivs. (SVG (MathML kan aktiveras via insticksmodul till webbläsaren): Ogiltigt svar ("Math extension cannot connect to Restbase.") från server "http://localhost:6011/sv.wikipedia.org/v1/":): {\displaystyle a_i}
 och {\displaystyle b_{i}}, {\displaystyle i=1,2,\dots ,n}. Dessa säger att  funktionen och dess derivator antar samma värden på motsatta sidor av hyperrektangeln {\displaystyle \displaystyle \left[a_{1},b_{1}\right]\times \left[a_{2},b_{2}\right]\times \dots \times \left[a_{n},b_{n}\right]}.
I molekyldynamiksimuleringar och molekylmodellering med Monte Carlo används PRV vanligtvis för att beräkna bulkegenskaper hos gaser, vätskor, kristaller eller blandningar.  En vanlig applikation av PRV är för att simulera solvatiserade makromolekyler i ett bad med explicit lösningsmedel. Born–von Karmans randvillkor är periodiska randvillkor för ett speciellt system. 
Applicering av periodiska randvillkor på ett simulerat system har den användbara effekten att de partiklar (ofta molekyler) som beskrivs i systemet inte uppvisar det beteende de skulle ha om simuleringssystemet abrupt tog slut och partiklarna var tvungna att anpassa sig till en ytstruktur.  Användaren bör dock vara uppmärksam på att oönskade beteenden kan introduceras i system med PRV. Till exempel finns risken att laddade partiklar (joner) interagerar med kopior av sig själva i intilliggande enhetsceller, vilket skapar artificiella bidrag till systemets dynamik och energi.
Inom elektromagnetik kan PRV användas för att analysera de elektromagnetiska egenskaperna hos periodiska strukturer. 